# Theo Hondius
Theodorus Jacobus (Theo) Hondius (Leiden, 30 juni 1922 – 's-Gravenhage, 11 december 1994) was een Nederlandse dichter en schrijver. Als pseudoniemen gebruikte hij H. ten Doolhuis en Theo Haag.

## Jeugd
Theo Hondius, vernoemd naar zijn grootvader, was de zoon van Jacobus Johannes Ewoud Hondius (1897-1950) en diens eerste echtgenote Magdalena Agathe van Haeften (1897-1940). Hij is een broer van de secretaris van het Comité van Ministers van de Raad van Europa, Frits Hondius (1927-2006) en een halfbroer van Ewoud Hondius, emeritus hoogleraar Burgerlijk recht.
Zijn vader was conrector van het Vossius Gymnasium in Amsterdam en vanaf 1939 rector van het Vrijzinnig-Christelijk Lyceum (VCL) in Den Haag. Het gezin verhuisde in 1939 naar Den Haag en Theo deed in 1940 eindexamen op het Gymnasium Haganum. Daarna ging hij rechten studeren, op aandringen van zijn vader schreef hij zich in aan de Rijksuniversiteit Utrecht en werd hij lid van het studentencorps USC. Zijn studie rechten vond hij vervelend, en na drie maanden was hij weer in Den Haag. In 1941 publiceerde hij zijn eerste boekje, 'Breviarium', gedrukt bij  Drukkerij Hijlkema in Scheveningen.

## Oorlogsjaren
In september 1941 schreef hij zich in aan de Gemeentelijke Universiteit in Amsterdam. Hij huurde een kamer aan de Herengracht en ging weer rechten studeren. Leo Frijda, die hij kende van het Vossius, werd enkele maanden later zijn kamergenoot. In het najaar van 1941 wilden Theo en Leo uit Scheveningen vertrekken om naar Engeland te gaan. Het kopen van een zeewaardige zeilboot was niet het grootste probleem, om er ongezien mee door de duinen naar het strand te gaan, wel. Het plan werd opgegeven, ze gingen terug naar Amsterdam en Frijda ging in het verzet. 
In het voorjaar van 1942 kreeg Theo een acute blindedarmontsteking. Hij werd in het Rode Kruis Ziekenhuis in Den Haag geopereerd en moest daar enkele weken revalideren. Hij schreef daar 'Voorjaar in het Ziekenhuis', een bundel met korte gedichten. Frijda verhuisde naar Nieuwe Herengracht 17, hij deed zich voor als de broer van Mien Harmsen, die er ook woonde, en gebruikte het persoonsbewijs van haar broer. 
In die periode raakte Hondius zeer bevriend met Theo Joekes, die op het VCL had gezeten en regelmatig in het VCL Nieuws had gepubliceerd. Ze schreven gedichten naar elkaar totdat het gezin Joekes om veiligheidsredenen Den Haag verliet en in hun buitenhuisje 'Blokhuis Mexico' in Wezep ging wonen.
Maandblad Lichting
Terug in Amsterdam kreeg hij bezoek van Gerrit Jan de Jongh, een vriend uit zijn Utrechtse studententijd. Op diens initiatief richtten ze een ondergronds jeugdtijdschrift op. Theo bedacht de naam ervoor: Lichting, litterair maandblad van de jongeren. Er werden onder meer gedichten in gepubliceerd van Gerrit Kouwenaar (alias  K. van Ritger), Leo Frijda (alias  Edgar G Fossan) en Elfred van der Vliet (alias Leblond, 1923-1985). Jan Engelman hielp met het verspreiden van het tijdschrift, dat op de stencilmachine van het door de Duitsers opgeheven Utrechtse studentencorps werd vermenigvuldigd. 
Het eerste nummer verscheen in november 1942. De oplage was 50 stuks. Theo Hondius schreef onder de naam H. ten Doolhuis een introductie. Het tweede nummer verscheen in december 1942, en kreeg een andere titel: Lichting, Maandblad voor letterkunde. Hierin schreef Gerrit Jan de Jongh (alias Caspar Dringenberg) een lange beschouwing. Nummer 3 verscheen in januari 1943, net als de poëziebundel 'Op leven en dood' van Theo Haag en Edgar Fossan (Hondius en Frijda). 
Frijda liquideerde namens het verzet generaal Hendrik Alexander Seyffardt; hij werd in augustus 1943 gearresteerd en op 1 oktober in de duinen bij Overveen gefusilleerd.
Nummer 5 verscheen in maart 1943, waarin onder meer stond opgenomen dat dichter Jan Campert op 12 januari 1943 in het Duitse concentratiekamp Neuengamme was gestorven.
Lichting werd steeds dunner, mede door papierschaarste; nummer 6 verscheen in april 1943 en had nog maar tien pagina's. Terwijl Theo Joekes in de dependance van Blokhuis Mexico nummer 6 zat te typen, werd zijn vader in Blokhuis Mexico gearresteerd. Doorgaan met het publiceren van Lichting werd toen te riskant; nummer 6 was het laatste nummer. Op 11 mei werd de woning van Gerrit Kouwenaar door de SD overvallen. Ze troffen enkele nummers van Lichting aan en enkele gedichten met anti-Duitse teksten. Gerrit en zijn broer David werden meegenomen. Enkele dagen later werd Gerrit Jan de Jongh in Arnhem opgepakt en naar Amsterdam gebracht. Toen Hondius dit hoorde, dook hij onder. De gearresteerden werden in de Euterpestraat door Friedrich Viebahn verhoord, maar niemand heeft Hondius of Joekes verraden. In juli 1943 werden de gevangenen per trein naar Utrecht gebracht en in de gevangenis aan het Wolvenplein ondergebracht. Het lukte Hondius hun een bericht te sturen dat hij in veiligheid was.

## Na de oorlog
Na de oorlog werkte hij als public relations manager, onder andere bij Shell en als laatste bij Billiton. Hij was ook voorzitter van het Nederlands Genootschap voor Public Relations. 
Hij trouwde in 1957 met Johanna Cathérine Swart (1926-1986), met wie hij drie kinderen kreeg. In 1989 hertrouwde hij met Rhoxane Ritter. 
- Digitale Bibliotheek voor de Nederlandse Letteren: hond007
- International Standard Name Identifier: 0000 0003 9161 3605
- Nederlandse Thesaurus van Auteursnamen: 070806772
- Virtual International Authority File: 285505365
- WorldCat: E39PBJcgygdp8x4fbKPVBFRqcP